# Natație la Jocurile Olimpice de vară din 2024 - 4x200 m liber (feminin)
Proba de înot 4x200 de metri liber feminin de la Jocurile Olimpice de vară din 2024 a avut loc pe 1 august 2024 la Paris Aquatics Centre.

## Recorduri
Înaintea acestei competiții, recordurile mondiale și olimpice erau următoarele:
| Record  | Atlet           | Timp    | Loc              | Data          |
| ------- | --------------- | ------- | ---------------- | ------------- |
| Mondial | Australia (AUS) | 7:27,50 | Fukuoka, Japonia | 27 iulie 2023 |
| Olimpic | China (CHN)     | 7:40,33 | Tokyo, Japonia   | 30 iulie 2021 |

## Program
Orele sunt ora Franței (UTC+1) 
| Data               | Timp  | Etapă      |
| ------------------ | ----- | ---------- |
| Joi, 1 august 2024 | 12:05 | Calificări |
| Joi, 1 august 2024 | 22:03 | Finala     |

## Rezultate

### Calificări
Echipele cu cei mai buni opt timpi, indiferent de serie, s-au calificat în finală.
| Loc | Serie | Culoar | Țară | Timp    | Note |
| --- | ----- | ------ | --- | ------- | ---- |
| 1   | 2     | 4      | Australia · Lani Pallister (1:55,74) · Jamie Perkins (1:56,78) · Brianna Throssell (1:55,82) · Shayna Jack (1:57,29)                       | 7:45,63 | C    |
| 2   | 2     | 2      | Ungaria · Nikolett Pádár (1:57,82) · Minna Ábrahám (1:57,48) · Ajna Késely (1:58,97) · Panna Ugrai (1:57,98)                               | 7:52,25 | C    |
| 3   | 2     | 5      | China · Tang Muhan (1:59,31) · Kong Yaqi (1:59,33) · Ge Chutong (1:57,88) · Liu Yaxin (1:55,84)                                            | 7:52,36 | C    |
| 4   | 1     | 4      | Statele Unite ale Americii · Anna Peplowski (1:57,98) · Erin Gemmell (1:56,77) · Simone Manuel (1:58,50) · Alex Shackell (1:59,47)         | 7:52,72 | C    |
| 5   | 1     | 3      | Brazilia · Maria Fernanda Costa (1:56,89) · Stephanie Balduccini (1:57,93) · Maria Paula Heitmann (1:59,43) · Gabrielle Roncatto (1:58,56) | 7:52,81 | C    |
| 6   | 2     | 3      | Canada · Emma O'Croinin (2:00,27) · Ella Jansen (1:58,25) · Julie Brousseau (1:57,93) · Mary-Sophie Harvey (1:56,58)                       | 7:53,03 | C    |
| 7   | 1     | 5      | Marea Britanie · Freya Anderson (1:57,31) · Abbie Wood (1:57,15) · Lucy Hope (1:59,29) · Medi Harris (1:59,74)                             | 7:53,49 | C    |
| 8   | 1     | 6      | Noua Zeelandă · Erika Fairweather (1:56,04) · Eve Thomas (1:59,29) · Caitlin Deans (1:59,11) · Laticia-Leigh Transom (1:59,93)             | 7:54,37 | C    |
| 9   | 2     | 1      | Italia · Sofia Morini (1:58,26) · Giulia D'Innocenzo (1:58,43) · Matilde Biagiotti (1:59,23) · Giulia Ramatelli (1:59,37)                  | 7:55,29 |      |
| 10  | 1     | 1      | Germania · Isabel Gose (1:58,63) · Nicole Maier (1:58,76) · Julia Mrozinski (1:59,64) · Nele Schulze (1:58,54)                             | 7:55,57 |      |
| 11  | 2     | 7      | Israel · Anastasia Gorbenko (1:58,30) · Daria Golovaty (1:58,02) · Ayla Spitz (2:01,02) · Lea Polonsky (1:58,65)                           | 7:55,99 |      |
| 12  | 2     | 6      | Olanda · Janna van Kooten (1:59,86) · Imani de Jong (2:00,74) · Silke Holkenborg (2:00,19) · Marrit Steenbergen (1:56,79)                  | 7:57,58 |      |
| 13  | 1     | 2      | Japonia · Nagisa Ikemoto (1:58,68) · Waka Kobori (1:58,53) · Hiroko Makino (2:00,68) · Rio Shirai (2:01,21)                                | 7:59,10 |      |
| 14  | 1     | 7      | Franța · Lucile Tessariol (2:00,01) · Assia Touati (2:00,11) · Marina Jehl (1:59,61) · Anastasiia Kirpichnikova (2:00,25)                  | 7:59,98 |      |
| 15  | 2     | 8      | Spania · María Daza (2:01,42) · Alba Herrero (1:59,43) · Paula Juste (1:59,54) · Ainhoa Campabadal (1:59,84)                               | 8:00,23 |      |
| 16  | 1     | 8      | Turcia · Gizem Güvenç (1:59,72) · Ela Naz Özdemir (2:00,99) · Ecem Dönmez (2:01,55) · Zehra Bilgin (2:02,92)                               | 8:05,18 |      |

### Finala
| Loc | Culoar | Țară | Timp    | Note |
| --- | ------ | --- | ------- | ---- |
| 1   | 4      | Australia · Mollie O'Callaghan (1:53,52) · Lani Pallister (1:55,61) · Brianna Throssell (1:56,00) · Ariarne Titmus (1:52,95)                  | 7:38,08 | RO   |
| 2   | 6      | Statele Unite ale Americii · Claire Weinstein (1:54,88) · Paige Madden (1:55,65) · Katie Ledecky (1:54,93) · Erin Gemmell (1:55,40)           | 7:40,86 |      |
| 3   | 3      | China · Yang Junxuan (1:54,52) · Li Bingjie (1:55,05) · Ge Chutong (1:57,45) · Liu Yaxin (1:55,32)                                            | 7:42,34 |      |
| 4   | 7      | Canada · Mary-Sophie Harvey (1:56,33) · Ella Jansen (1:57,50) · Summer McIntosh (1:53,97) · Julie Brousseau (1:58,25)                         | 7:46:05 |      |
| 5   | 1      | Marea Britanie · Freya Colbert (1:55,95) · Abbie Wood (1:56,57) · Freya Anderson (1:56,15) · Lucy Hope (1:59,56)                              | 7:48,23 |      |
| 6   | 5      | Ungaria · Nikolett Pádár (1:56,14) · Minna Ábrahám (1:57,23) · Ajna Késely (1:59,45) · Panna Ugrai (1:57,70)                                  | 7:50,52 |      |
| 7   | 2      | Brazilia · Maria Fernanda Costa (1:56,06 RC) · Stephanie Balduccini (1:57,32) · Maria Paula Heitmann (2:00,54) · Gabrielle Roncatto (1:58,98) | 7:52,90 |      |
| 8   | 8      | Noua Zeelandă · Erika Fairweather (1:56,82) · Eve Thomas (1:59,48) · Caitlin Deans (1:59,79) · Laticia-Leigh Transom (1:59,80)                | 7:55,89 |      |